# Suillus flavidus
Suillus flavidus din încrengătura Basidiomycota în familia Suillaceae și de genul Suillus este o ciupercă comestibilă care coabitează, fiind un simbiont micoriza (formează micorize pe rădăcinile arborilor). Buretele este denumit în popor pitoașcă gălbuie sau pitoașcă de turbărie. Apare în România, Basarabia și Bucovina de Nord, numai foarte rar, crescând solitar sau în grupuri mici, numai sub jnepeni prin turbării înalte, pe soluri acide, evitând cele calcaroase, de la deal la munte, din iulie până în octombrie.

## Taxonomie

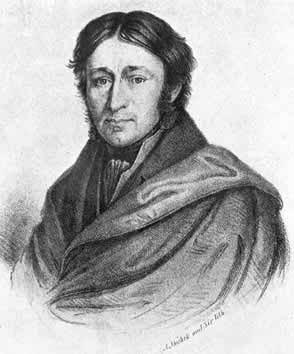
Jan S. Presl

Marele savant suedez Elias Magnus Fries a descris specia deja în 1815 sub denumirea Boletus flavidus în volumul 1 al lucrării sale Observationes mycologicae.
În anul 1846, renumitul botanist austriac de naționalitate cehă Jan Svatopluk Presl (1791-1849) a dat soiului denumirea Suillus flavidus, alăturându-l genului Suillus, de verificat în volumul 2 al operei sale Wšeobecný rostlinopis, čili: popsání rostlin we wšelikém ohledu užitečných a škodlivých. Acest nume binomial este valid până în prezent (2018).
Încercarea redenumirii în Boletus pulchellus propusă de Fries în cartea sa Hymenomycetes Europaei, sive Epicriseos systematis mycologici din 1874 a fost tot astfel fără succes ca și toate celelalte. Deci sunt valabile sinonim, ele pot fi neglijate.
O anumită acceptanță în literatura micologică franceză a avut denumirea Ixocomus flavidus a renumitului micolog Lucien Quélet, publicată în cartea sa Flore Mycologique de la France et des Pays Limitrophes din 1888.

## Descriere

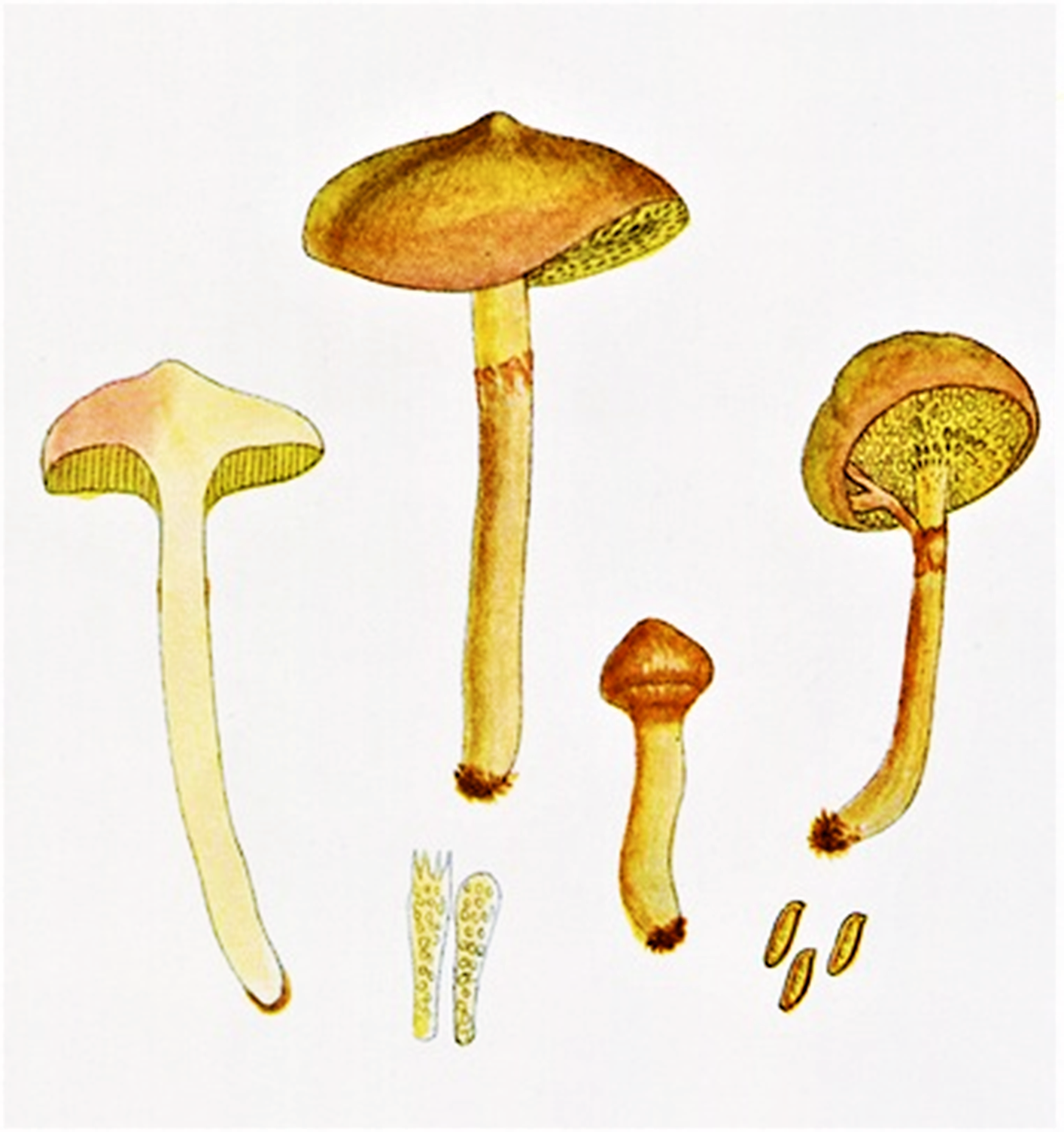
Bres.: Boletus flavidus

- Pălăria: are un diametru de 3-7 (9) cm, este destul de moale și radial-fibroasă, fiind inițial conică cu marginea răsfrântă în jos, apoi convexă și la bătrânețe întinsă, prezentând adesea un gurgui central. Cuticula care se desprinde ușor de pălărie, este netedă unsuroasă și tare vâscoasă la umezeală. Coloritul variază de la galben albicios peste pal gălbui, galben-ocru cu  nuanțe castanii până la gri-maroniu.
- Tuburile și porii: tubulețele sunt mult mai scurte decât grosimea pălăriei, largi, unghiulare, aderate la picior, tineri ușor decurente reticular, galbene până galben-măslinii precum dificil separabile de pălărie. Porii sunt largi, neregulați colțuroși, alungiți (până la 2 mm lungime), dispuși radial  și de culoare galben-aurie. Inițial sunt acoperiți de un văl parțial albicios care rupe după scurt timp. Nu-și schimbă culoarea prin strivire.
- Piciorul: are o înălțime de 4-7 (9) cm și o lățime de 0,6-1,2 cm, este tare, plin, cilindric, nu rar curbat, albicios până la palid gălbui-ocru, adesea cu mici puncte ruginii, rămânând alb între inel și pălărie. Inelul destul de subțire este inițial mai mult sau mai puțin conturat, alb transparent și vâscos, dar schimbă mai întâi culoarea spre cea a pălăriei, devenind în sfârșit brun și uscat.
- Carnea: este cărnoasă, ceva fibroasă, fiind de culoare slab galbenă, aproape albă care poate deveni roz în secțiune. Mirosul este ca cel de ciuperci până slab fructuos și gustul plăcut acrișor. Cuticula vâscoasă trebuie să fie îndepărtată imediat după cules.[2][3][4]
- Caracteristici microscopice: are spori netezi și fusiformi, murdar galben-măslinii, având o mărime de 7-10 x 3,8-4,5 microni. Pulberea lor este brun de scorțișoară Basidiile clavate, mereu cu 2 sterigme, au o mărime de 20-35 x 7-12 microni.[9]
- Reacții chimice: Cuticula buretelui se colorează cu acid sulfuric parțial verzui apoi brun și în sfârșit măsliniu, iar tuburile și porii mai viu galben, pălăria sub aburi de amoniac brun-violaceu, cuticula și tuburile cu Hidroxid de potasiu brun-roșiatic, carnea pălăriei spre cuticulă gri, iar în apropierea tuburilor ruginiu și carnea piciorului în permanență brun-roșiatic.[10][11]

## Confuzii
Buretele poate fi confundat, dacă nu se dă seama de arborele de micoriză, cu alte specii din genul Suillus precum soiuri foarte apropiate, cu toate comestibile, cum sunt: Chalciporus piperatus, sin. Boletus piperatus, Gyrodon lividus, Suillus bovinus, Suillus collinitus, Suillus granulatus, Suillus plorans, Suillus tridentinus, Suillus variegatus, Suillus viscidus, sau Xerocomus spadiceus.

## Specii asemănătoare

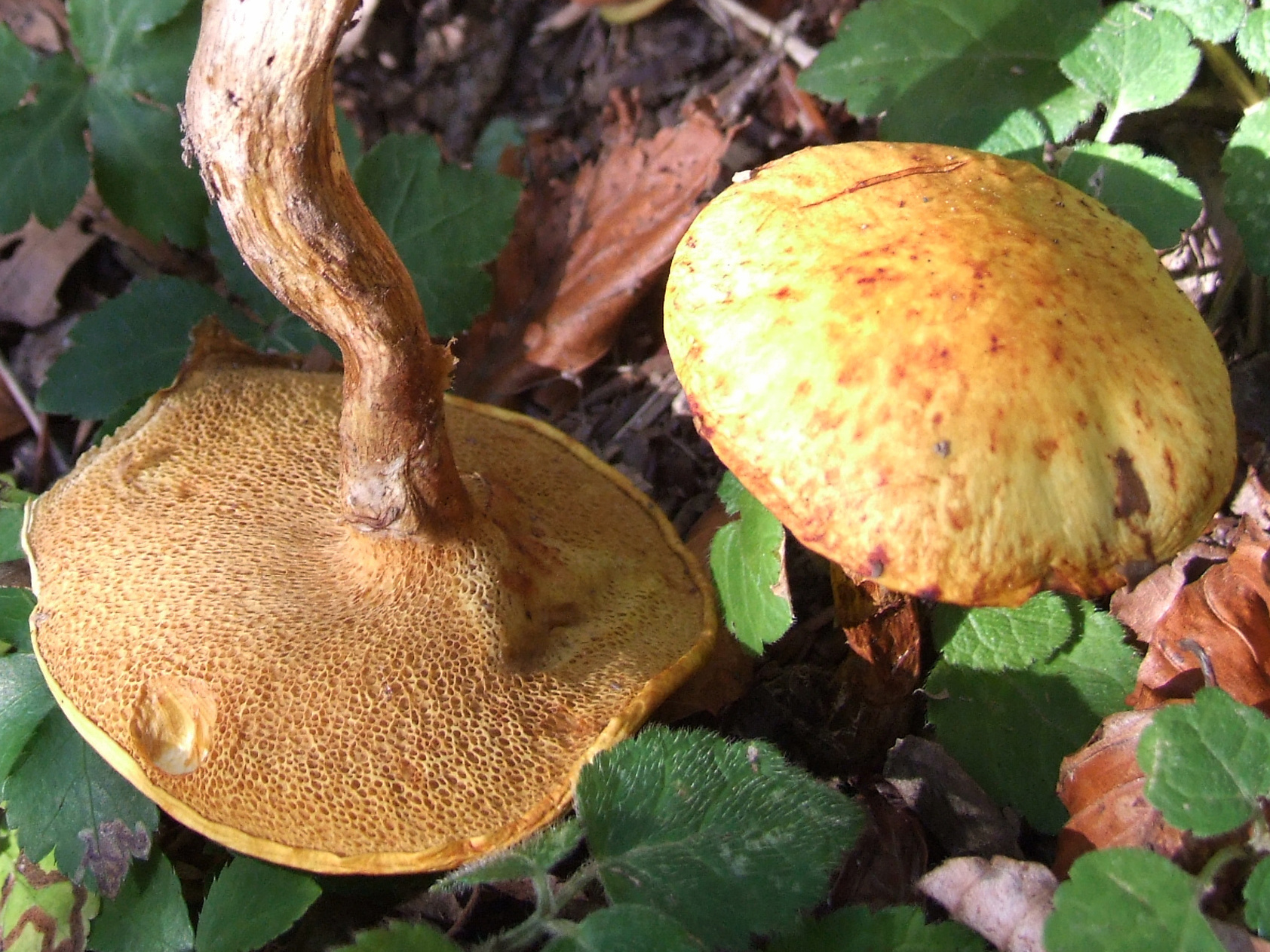
Chalciporus piperatus
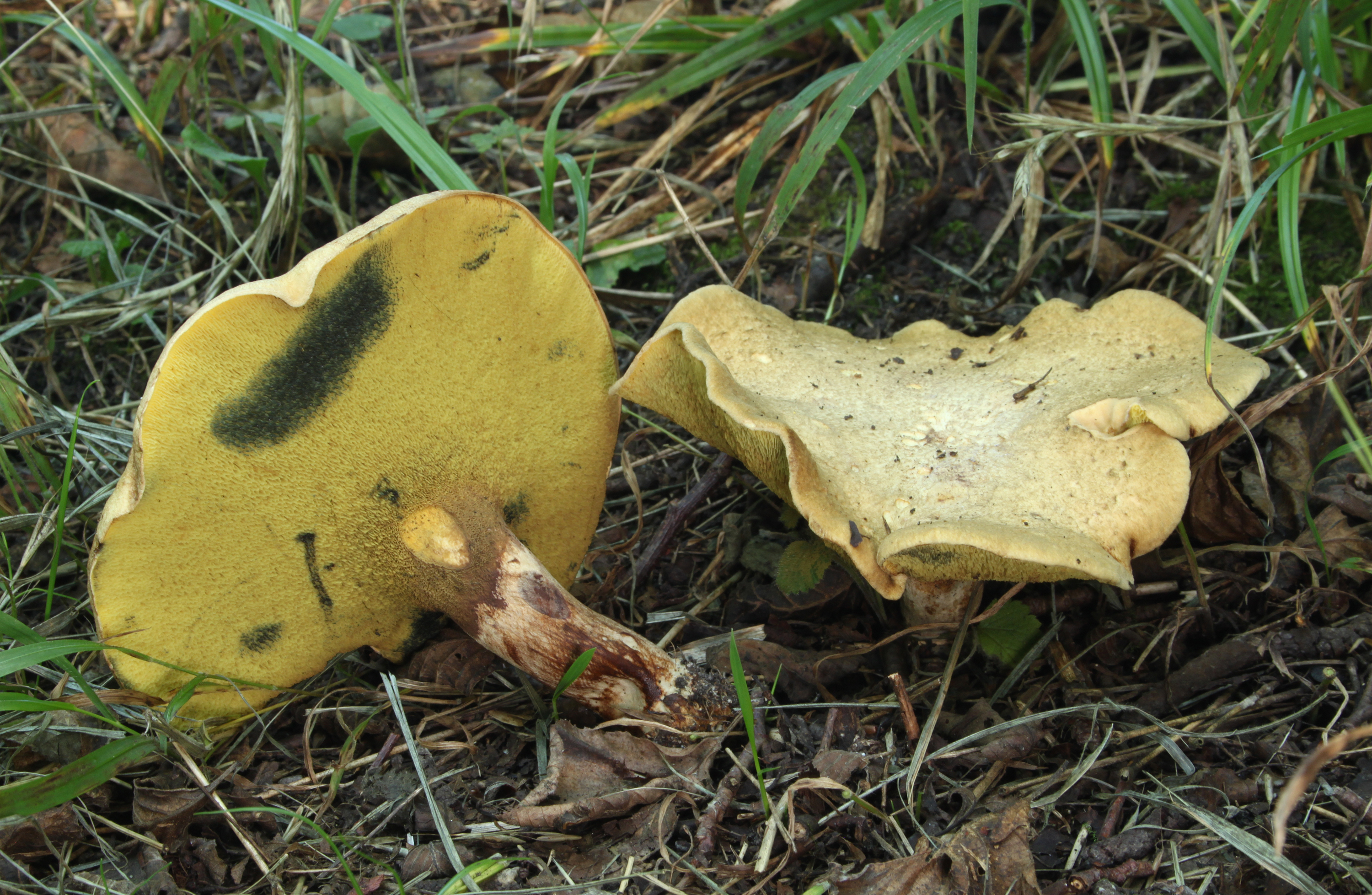
Gyrodon lividus
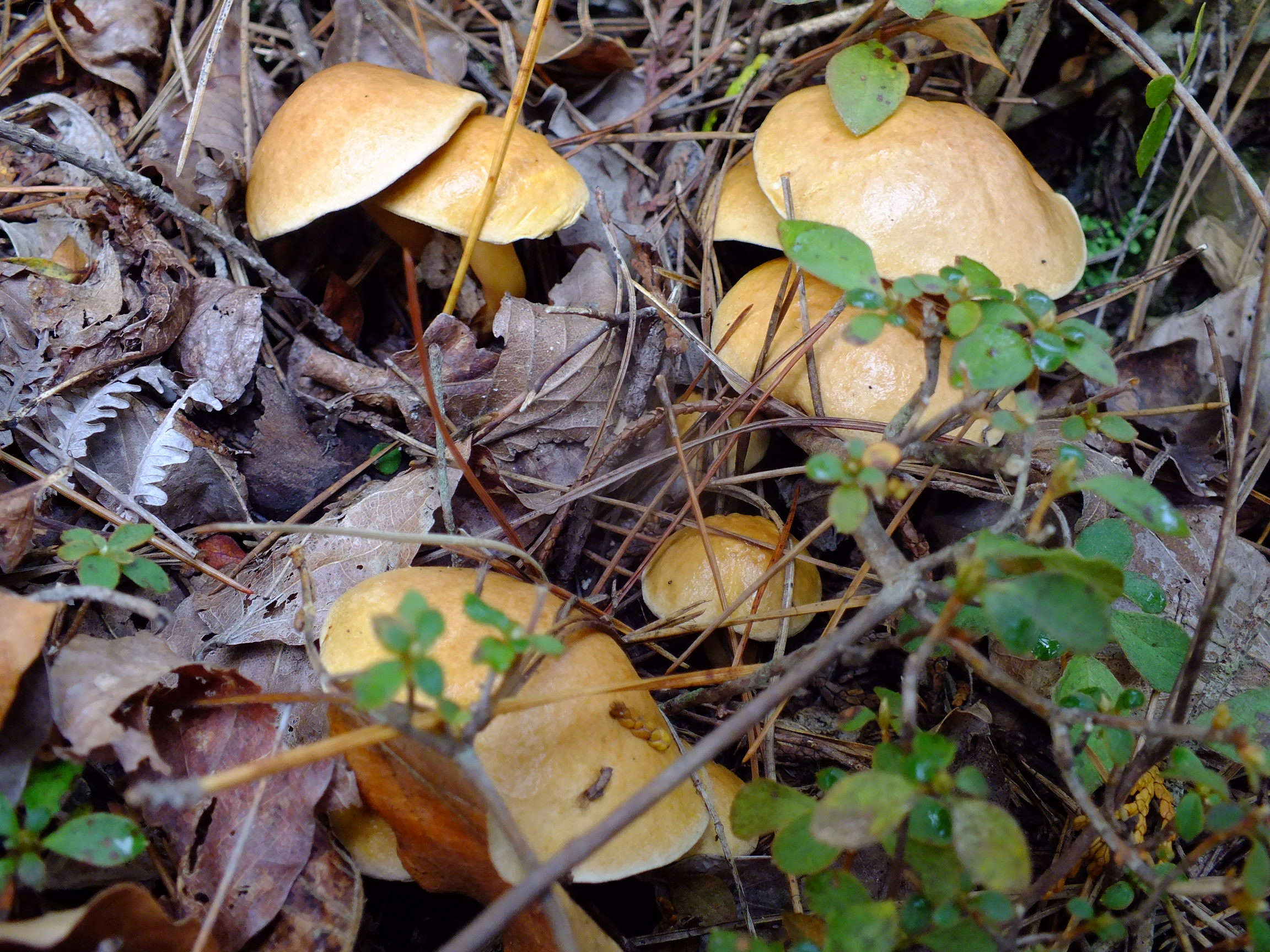
Suillus bovinus
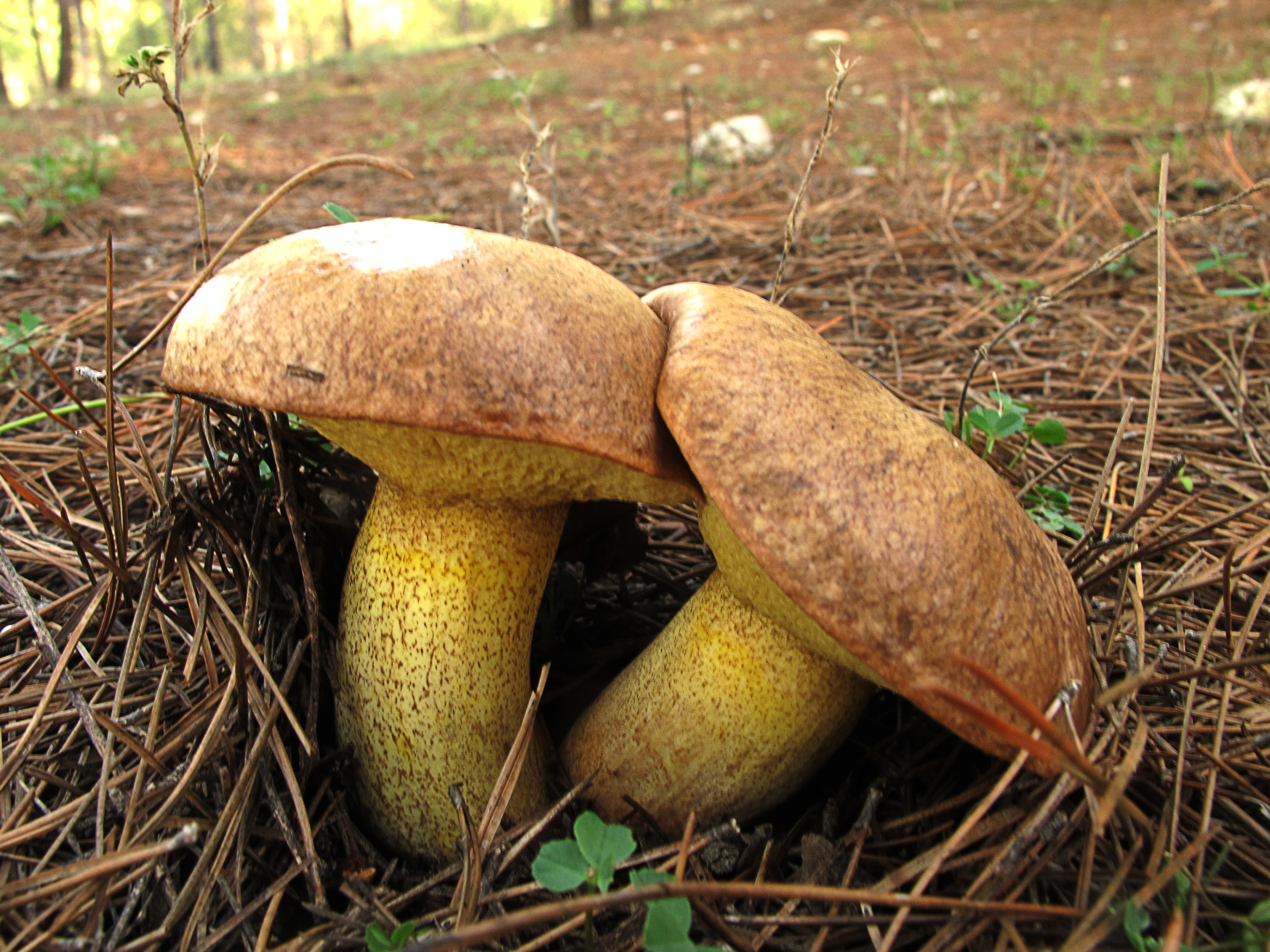
Suillus collinitus
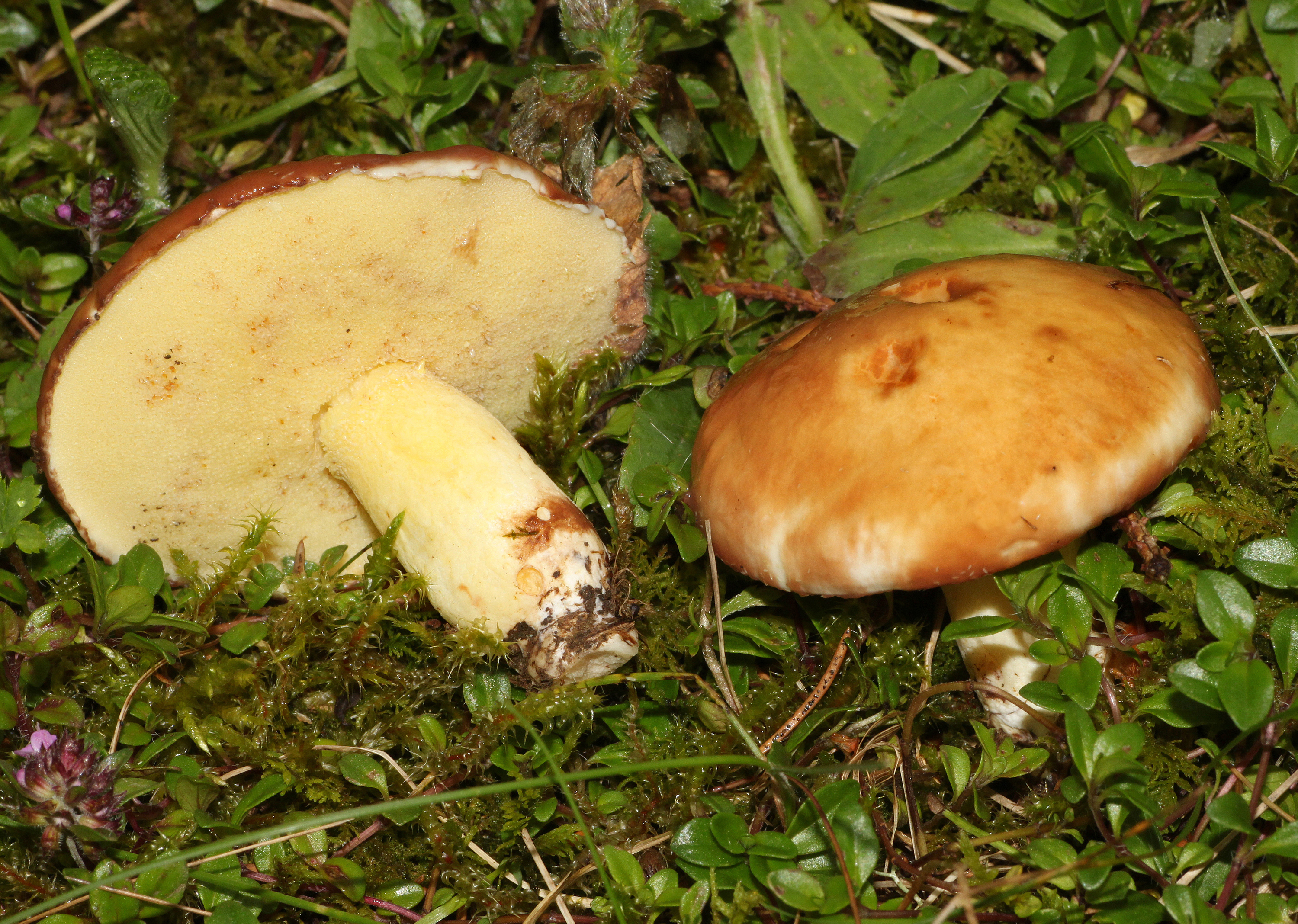
Suillus granulatus
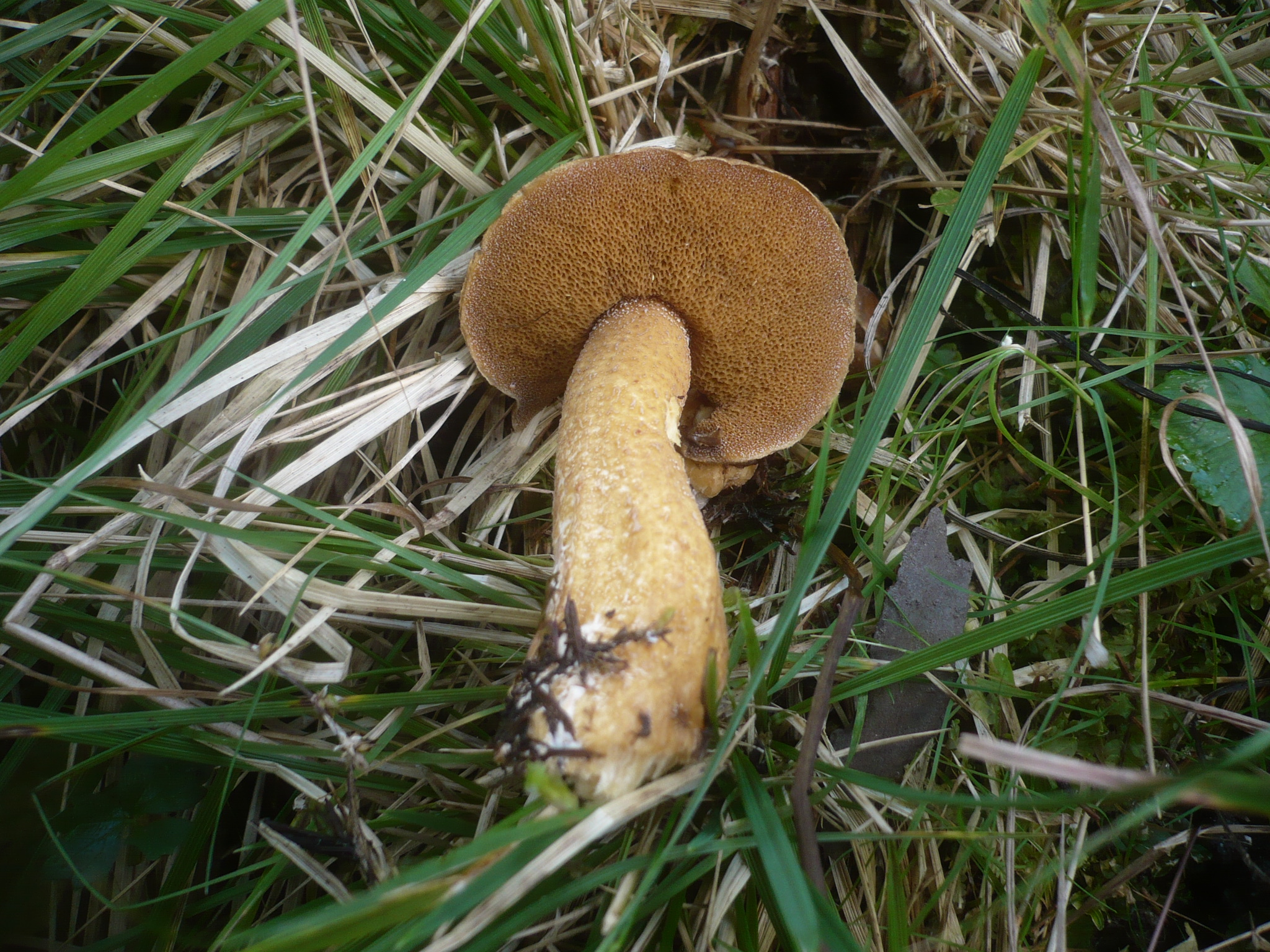
Suillus plorans
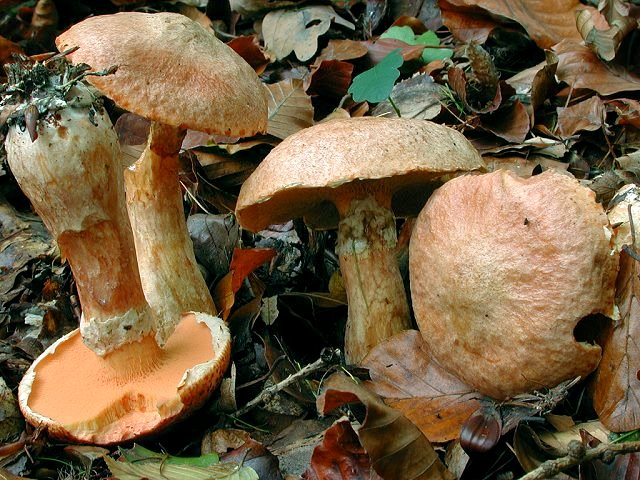
Suillus tridentinus
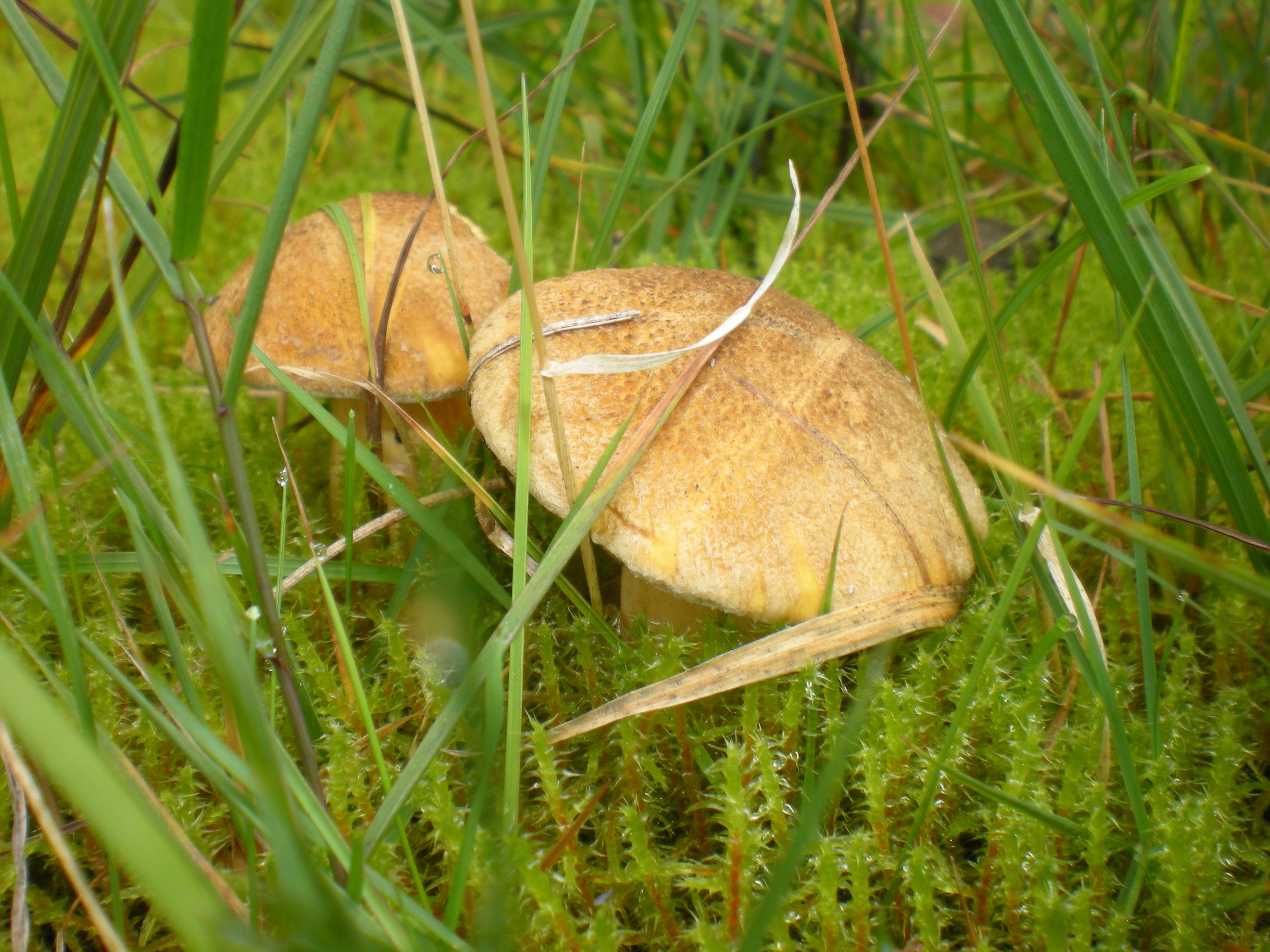
Suillus variegatus
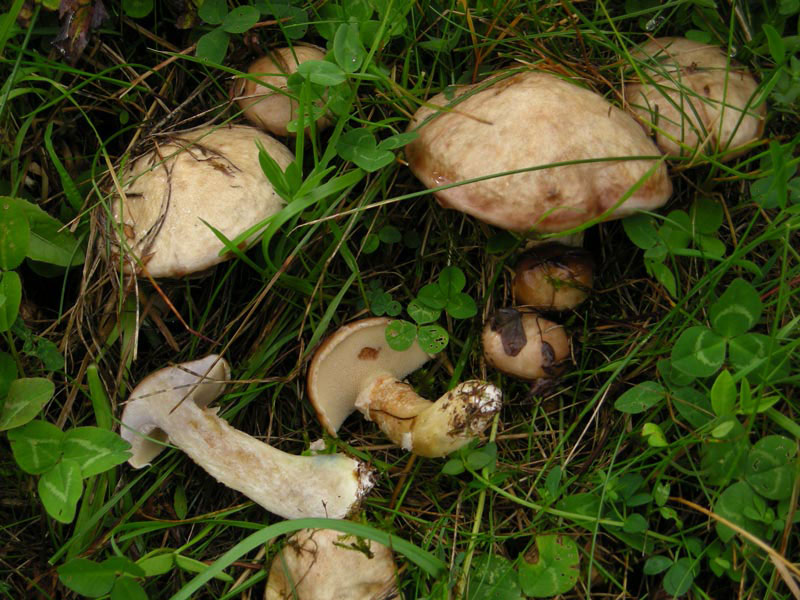
Suillus viscidus
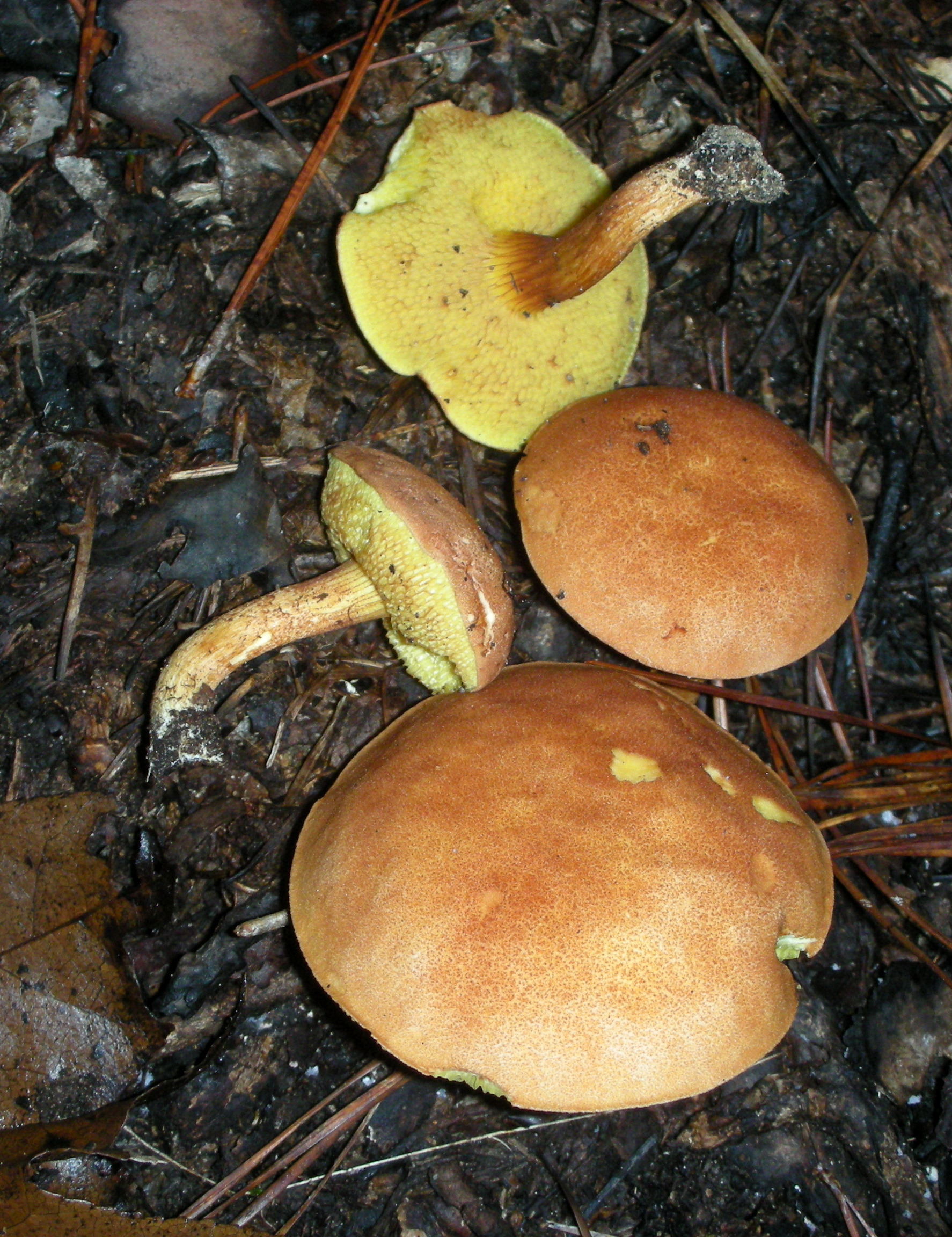
Xerocomus spadiceus

## Valorificare
Este o specie comestibilă, nefiind de valoare alimentară superioară, care ar trebui să fie ingerată mai bine în stadiu tânăr. Cel mai bine se prepară împreună cu alte ciuperci de pădure (după ce cuticula lipicioasă respectiv vâscoasă a fost îndepărtată deja în pădure). Se pretează și la conservarea în oțet sau ulei.